# Гладенька акула білоплямиста
Гладенька акула білоплямиста (Mustelus palumbes) — акула з роду Куницеві акули родини Куницеві акули. Інша назва «білокрапчаста куницева акула».

## Опис
Загальна довжина становить 1,2 м, самці зазвичай виростають до 75-85 см, самиці — 80-100 см. Голова середніх розмірів. Морда закруглена. Ніс гоструватий. очі великі, овальні, з мигальною перетинкою. За ними розташовані невеличкі бризкальця. Біля ніздрів є носові клапани. Рот дугоподібний. Зуби дрібні, з притупленою 1 верхівкою. Вони численні, розташовані у декілька рядків. У неї 5 пар зябрових щілин. Тулуб стрункий. Усі плавці розвинені. Грудні плавці широкі, трохи зігнуті назад. Має 2 великих спинних плавця, з яких передній більше за задній. Передній спинний плавець розташовано позаду грудних плавців. Задній спинний плавець починається перед анальним і закінчується навпроти нього. Черевні та анальний плавці маленькі. Хвостовий плавець відносно невеликий, веслоподібний, верхня лопать більш розвинена за нижню.
Забарвлення спини сіре або сіро-коричневе. На спині та боках є світлі плямочки, іноді лінії. Звідси походить назва цієї акули.

## Спосіб життя
Тримається на глибинах від 25 до 611 м, зазвичай до 300 м. Воліє до ділянок з піщаним та мулисто-піщаним ґрунтами, рифових утворень. Не утворює значних скупчень. Полює біля дна, є бентофагом. Живиться крабами, креветками, молюсками, морськими черв'яками, а також дрібною костистою рибою.
Це яйцеживородна акула. Самиця народжує від 3 до 15 акуленят, зазвичай 7, завдовжки 27-31 см.
Не є об'єктом промислового вилову.
Для людини загрози не становить.

## Розповсюдження
Мешкає біля південного узбережжя Африки: від Намібії до південного Мозамбіку, між 17° та 36° півд. широти.